# Anti-Pattern
Ein Anti-Pattern (aus dem Englischen, übersetzt etwa Antimuster) ist ein Oberbegriff für Verhaltensmuster, die speziell in der Softwareentwicklung anzutreffen und zumeist auch allgemein auf Organisationen übertragbar sind. Als Anti-Pattern werden Lösungsansätze bezeichnet, die ungünstig oder schädlich für den Erfolg eines Projektes oder einer Organisation sind. Sie bilden das Gegenstück zu Pattern (englisch Muster), welche gute und bewährte Problemlösungsansätze darstellen.
Das Konzept von Mustern wurde vor allem durch die Entwurfsmuster aus dem Buch von 1994: „Entwurfsmuster. Elemente wiederverwendbarer objektorientierter Software“ (Originaltitel Design Patterns. Elements of Reusable Object-Oriented Software) bekannt. Diese umfassen jeweils eine Beschreibung einer prototypischen Problemsituation samt Lösungsvorschlag. Nachdem Muster in der Softwareentwicklung zunehmend erfolgreich eingesetzt wurden, wurden auch Negativbeispiele thematisiert, um wiederkehrende Fehler zu identifizieren, zu dokumentieren und Maßnahmen zur Behebung aufzuzeigen. So wie sich Muster nicht nur auf den Entwurf von Software beschränken und es auch beispielsweise Kataloge für Analysemuster, Architekturmuster oder Organisationsmuster gibt, beschränken sich auch Anti-Pattern nicht nur auf den Quelltext und die Softwarearchitektur, sondern haben häufig Projektmanagement und Unternehmensprozesse zum Gegenstand.
In der Regel entstehen Anti-Pattern durch mangelhafte Erfahrung oder fehlende Qualifikation. Zu beobachten ist auch der bewusste Einsatz von Anti-Pattern, um zum eigenen Vorteil einen bestimmten, vom eigentlichen Projektziel abweichenden Zweck zu erreichen.

## Kategorisierung
Mittlerweile werden die Vorkommen von Anti-Pattern immer feiner unterschieden. Sie fächern sich auf von der reinen Software-Programmierung (hier spricht man auch von Code-Smells, die bei Existenz und Identifikation durch Refactorings entfernt werden können), gehen weiter zu Architektur und Design, wirken im Projektmanagement und in Unternehmensprozessen und -organisation sowie im Management. Darüber hinaus können in der Praxis häufiger sogenannte Meta-Patterns identifiziert werden. Diese vereinen einzelne Muster zu neuen, abstrakteren Mustern oder führen weitere Dimensionen oder abstraktere Kategorisierungen ein.

### Projektmanagement-Anti-Pattern

#### Blendwerk
Das Blendwerk (englisch Smoke and mirrors) bezeichnet nicht fertige Funktionen, welche als fertig vorgetäuscht werden.

#### Aufgeblähte Software
Aufgeblähte Software bezeichnet Software, die mit unnötigen Zusatzfunktionen oder Ressourcenverschwendung aufgebläht wird und damit den eigentlichen Anwendungszweck kaum oder gar nicht verbessert.

#### Feature creep
Feature creep (Einschleichen von Funktionalität) bezeichnet es, wenn der Umfang der zu entwickelnden Funktionalität in einem Projektplan festgehalten wird, diese aber dauernd erweitert wird.
Der Kunde versucht nach der Erstellung des Projektplanes weitere Funktionalität in der Version mit unterzubringen. Dies führt zu Problemen, wenn die in Arbeit befindliche Version nicht das notwendige Design aufweist, Termine nicht eingehalten werden können oder die realen Kosten über die planmäßigen Kosten wachsen.
Bei schwergewichtigen Prozessen ist dies sehr gefährlich. Bei leichtgewichtigen Prozessen wie Extreme Programming (XP) müssen bei allen Beteiligten die Konsequenzen klar sein. Ein systematisches Anforderungsmanagement und Änderungsmanagement sind obligatorisch. Gewisse Änderungen am Projektplan während der Entwicklung sind in größeren Projekten schwer vermeidbar, denn die Spezifikationen bis ins letzte Detail auszuarbeiten ist meist noch aufwendiger, als etwas Reserve einzuplanen. Auch können Anforderungen erst während der Entwicklung entdeckt werden.
Extreme, böswillige und grob fahrlässige Anwendung dieses Musters kann dadurch motiviert sein, dass der Auftraggeber, der immer neue Funktionalität fordert, das Produkt boykottieren möchte und dessen Abschluss zu verhindern sucht, oder er hat bei der Planung bewusst eigentlich benötigte Funktionalität unterschlagen, um eine günstigere Offerte zu erhalten.
Durch ein Wortspiel, dessen Inhalt die Wandlung von Creeping Feature zu Feeping Creature umfasst, wird der Umstand ausgedrückt, dass eine Verselbstständigung von Anforderungen und Implementierungen unnötiger oder nicht in das Gesamtkonzept passender Leistungsmerkmale stattgefunden hat.

#### Scope creep
Der Scope creep (Einschleichen weiterer Anwendungsbereiche) ist ähnlich dem Feature creep, jedoch nicht auf Funktionalität bezogen, sondern auf den Anwendungsbereich. Auch hier zeichnet sich der Auftraggeber dadurch aus, dass er geschickt und versteckt den Umfang der Software nachträglich erweitern möchte, ohne dass er dies explizit zugibt. Beispiel: nicht diskutierte Anwendungsbereiche sind plötzlich sehr wichtig bzw. das Fehlen eines Bereiches wird sogar als Fehler dargestellt, der dringendst behoben werden muss.

#### Brooks’sches Gesetz
Das Brooks’sche Gesetz besagt, dass ein hinter seinem Zeitplan herhinkendes Projekt länger benötigt, wenn neue Mitarbeiter eingestellt werden, weil die neuen Mitarbeiter Zeit benötigen, um sich einzuarbeiten, und sie dabei die etablierten Kollegen abbremsen.

“Adding manpower to a late software project makes it later.”

„Mitarbeiter zu einem verspäteten Softwareprojekt hinzuzufügen, verzögert das Projekt nur noch weiter.“

#### Death Sprint
Bei einem Death Sprint (Überhitzter Projektplan) wird Software iterativ bereitgestellt. Die Bereitstellung erfolgt hierbei in einer viel zu kurzen Zeitspanne. Nach außen sieht das Projekt zunächst sehr erfolgreich aus, da immer wieder neue Versionen mit neuen Eigenschaften abgeschlossen werden. Allerdings leidet die Qualität des Produktes sowohl nach außen sichtbar wie auch technisch, was allerdings nur der Entwickler erkennt. Die Qualität nimmt mit jeder „erfolgreichen“ neuen Iteration ab. Der Death Sprint ist das Gegenstück zum Death March.

#### Death March
Ein Death March (Todesmarsch; gelegentlich auch Himmelfahrtskommando) ist das Gegenstück zu einem Death Sprint (Überhitzten Projektplan; s. o.). Ein Todesmarschprojekt zieht sich ewig hin.
In einem optimalen Fall werden zwar Vorabversionen bereitgestellt, welche aber von schlechter Qualität sind. Der Misserfolg ist objektiv sichtbar. Es können keine Meilensteine gehalten werden bzw. es existieren gar keine. Schlimmstenfalls kann eine Konsequenz daraus sein, dass das Projekt kein Projekt mehr ist, sondern nur eine zeitlich nicht abgeschlossene Aneinanderreihung von Aktivitäten. Es fehlen konkrete Zusagen für Termine und Lieferung von Eigenschaften.
Ein Todesmarschprojekt kann auch bewusst in Kauf genommen werden, um von Defiziten in der Organisation abzulenken und Entwicklungen zu verschleppen, d. h. so lange an etwas zu entwickeln, bis eine nicht genau spezifizierte Eigenschaft in irgendeiner Form subjektiv funktioniert. Wenn sowohl Anforderungsmanagement als auch Änderungsmanagement nicht vorhanden sind und das Projekt kein Projekt mehr ist, so schlenkert das Entwicklungsprodukt orientierungslos umher, und seine Qualität nimmt stetig ab.
Ein Todesmarschprojekt kann auch mit einem Überhitzten Projektplan (s. o.) kombiniert werden, um nach außen von Planungslosigkeit und Defiziten bei Organisation und Technik abzulenken. Es wird dann Funktionalität als neu dargestellt, die bereits lange existiert, oder es existiert keine Kontrollinstanz, die Notwendigkeit, Relevanz, Form, Korrektheit und Wichtigkeit von bereitgestellter Funktionalität bewertet.
Beispiel
Neuanforderungen von gestern sind (nicht: beinhalten!) die Bugs von morgen.
Ein Todesmarschprojekt kommt häufig vor, wenn es keine Stakeholder gibt, die Interesse an dem Produkt haben, oder wenn der in das Produkt einfließende Aufwand oder sogar das ganze Produkt letztendlich keine Bedeutung/Wichtigkeit hat. In diesem Fall beschäftigt sich die Unternehmung oder die Entwicklungsabteilung nicht selten (mit sich) selbst.

### Architektur- bzw. Entwurfs-Anti-Pattern

#### Big Ball of Mud
Software, die keine erkennbare Softwarearchitektur besitzt, wird als Big Ball of Mud (Großer Matschklumpen) bezeichnet.

#### Gasfabrik
Als Gasfabrik (englisch Gas factory) werden abwertend unnötig komplexe Systementwürfe für relativ simple Probleme bezeichnet.

#### Gottobjekt
Die Begriffe Gottobjekt (englisch god object), Gottklasse (God class) und Blob bezeichnen ein Objekt, das zu viel weiß bzw. macht. Die Aufteilung nach Verantwortlichkeiten, Kapselung und die Einhaltung von Entwurfsmustern helfen, diesem Muster zu begegnen.

#### Innere-Plattform-Effekt
Der Innere-Plattform-Effekt (englisch Inner platform effect) tritt auf, wenn ein System derartig weitreichende Konfigurationsmöglichkeiten besitzt, dass es letztlich zu einer schwachen Kopie der Plattform wird, mittels derer es gebaut wurde. Ein Beispiel sind Datenmodelle, die auf konkrete (anwendungsbezogene) Datenbanktabellen verzichten und stattdessen mittels allgemeiner Tabellen eine eigene Verwaltungsschicht für die Datenstruktur implementieren mit dem eigentlichen Ziel, die Flexibilität zu erhöhen. Derartige Systeme sind allerdings typischerweise schwer zu beherrschen und leiden häufig unter zusätzlichen Performanceproblemen.

#### Spaghetticode
Spaghetticode ist eine sehr kompakte Systemstruktur, die von Sprungbefehlen geprägt ist, deren Kontrollfluss einem Topf Spaghetti ähnelt. Der Code ähnelt einem monolithischen Block und weist eine besonders schlechte Wartbarkeit und Wiederverwendbarkeit auf.

#### Train Wreck
Beim Train Wreck (deutsch in etwa: Zugunglück) werden mehrere Methodenaufrufe hintereinander verkettet, beispielsweise in vertrag.getKunde().getAdresse().getLand(). Dies führt zusätzliche Abhängigkeiten ein und verletzt somit das Prinzip der losen Kopplung. Dieses Anti-Pattern darf jedoch nicht mit dem sinnvollen Decorator-Pattern verwechselt werden.

#### Sumo-Hochzeit
Als Sumo-Hochzeit (englisch Sumo Marriage) bezeichnet man es, wenn ein Fat Client unnatürlich stark abhängig von der Datenbank ist.
In der Datenbank ist hierbei sehr viel Logik in Form der datenbankeigenen Programmiersprache positioniert. Beispielsweise in Oracle mit der Programmiersprache PL/SQL. Die ganze Architektur ist dadurch sehr unflexibel.
Soll die Anwendung zu einer Internet-Anwendung migriert oder die Datenbank gewechselt werden, so müssen auf beiden Schichten (Client und Datenhaltung) viele Bereiche neu entwickelt werden. Die Systeme sind nicht entkoppelt.

#### Integrationsdatenbank
Eine Integrationsdatenbank (englisch: integration database) ist eine Datenbank, welche von mehreren Anwendungen direkt verwendet wird, um die Synchronisierung zwischen den Anwendungen sicherzustellen.

“Integration databases – don’t do it! Seriously! Not even with views. Not even with stored procedures.”

Die Alternative zu einer Integrationsdatenbank ist eine Shared Database. Hierbei handelt es sich um eine Datenbank, auf welche ein einziger Webservice zugreift. Der Webservice stellt die Funktionalität der Datenbank in Form einer REST- oder SOAP-Schnittstelle bereit und kann von verschiedenen Anwendungen verwendet werden.

“Take it up a level, and wrap a web service around the database. Then make the web service redundant and accessed through a virtual IP. Build a test harness to verify what happens when the web service is down. That’s an enterprise integration technology. Reaching into another system’s database is just…icky.”

### Programmierungs-Anti-Pattern

#### Doppelt überprüfte Sperrung
Unerfahrene Entwickler implementieren oft eine als fehlerhaft anzusehende doppelt überprüfte Sperrung (englisch double-checked locking). Dies gilt als Antimuster.

#### Zwiebel
Als Zwiebel (englisch Onion) bezeichnet man Programmcode, bei dem neue Funktionalität um (oder über) die alte gelegt wird.
Häufig entstehen Zwiebeln, wenn ein Entwickler ein Programm erweitern soll, das er nicht geschrieben hat. Der Entwickler möchte oder kann die bereits existente Lösung nicht komplett verstehen und setzt seine neue Lösung einfach drüber. Dies führt mit einer Vielzahl von Versionen und unterschiedlichen Entwicklern über die Jahre zu einem Zwiebel-System.

#### Copy and Paste
Programmierung mittels Kopieren und Einfügen (englisch Copy And Paste Programming) bezeichnet es, wenn der Programmierer den Code nicht neu entwickelt, sondern sich bereits existenter Quelltexte bedient, aus denen er Passagen herauskopiert.
Die Gefahr ist hierbei sehr groß, dass er Fehler mitkopiert oder die Kopie für den neuen Bereich nicht optimal einsatzbereit ist. Der Entwickler reflektiert weniger über sein Programm, als wenn er jede Zeile selbst entwickeln würde. Hierbei handelt es sich um ein fehleranfälliges Vorgehen, wenn der Entwickler nicht weiß, was er eigentlich macht. Die Wartbarkeit des Codes wird reduziert, wenn der (fast) gleiche Programmcode an vielen Stellen vorkommt. Anstatt zu kopieren, sollte eine gemeinsame Funktion ins Auge gefasst werden.

#### Lavafluss
Ein Lavafluss (englisch Lava flow oder Dead Code) beschreibt den Umstand, dass in einer Anwendung immer mehr „toter Quelltext“ herumliegt. Dieser wird nicht mehr genutzt. Statt ihn zu löschen, werden im Programm immer mehr Verzweigungen eingebaut, die um den besagten Quelltext herumlaufen oder auf ihm aufbauen. Redundanter Code ist der Überbegriff zu totem Code. Er enthält neben dem toten Code (englisch dead code) (ausgeführter Code, dessen Ergebnis nie verwendet wird) auch unerreichbaren Code (englisch unreachable code), das ist Code, der aufgrund der Ablaufsteuerung des gesamten Programms in keinem möglichen Programmablauf erreicht und darum nie ausgeführt werden kann. Oft wird die Bezeichnung toter Code auch synonym mit redundantem Code verwendet.

#### Magische Werte
Bei Magischen Werten (englisch Magic Values) handelt es sich um Daten (Literale) mit besonderer Bedeutung. Sie sind hartkodiert (englisch hardcoded) und nur mit besonderem Wissen über die konkrete Verwendung zu verstehen. Solche Werte sollten zentral als Konstante definiert werden. Bei mehreren zusammengehörigen Werten eignet sich ein Aufzählungstyp.
```
public
 
class
 
Bar
 
{

    
public
 
static
 
void
 
main
(
String
[]
 
args
)
 
{

        
Bar
 
bar
 
=
 
new
 
Bar
();

        
bar
.
go
(
7
);
 
// hart codierter Wert

    
}

    
public
 
void
 
go
(
int
 
param
)
 
{

        
switch
 
(
param
)
 
{

            
case
 
1
:
  
System
.
out
.
println
(
"a"
);
 
break
;

            
case
 
3
:
  
System
.
out
.
println
(
"b"
);
 
break
;

            
case
 
7
:
  
System
.
out
.
println
(
"c"
);
 
break
;

            
case
 
12
:
 
System
.
out
.
println
(
"d"
);
 
break
;

            
default
:
 
System
.
out
.
println
(
"x"
);
 
break
;

        
}

    
}

}

```

#### Reservierte Wörter
Die Verwendung von reservierten Wörtern, etwa in SQL-Anweisungen, kann zu schwer zu findenden Fehlern führen. Ein Austausch der Datenbank eines Herstellers gegen ein anderes Produkt kann dazu führen, dass weitere Namen als reserviert betrachtet werden müssen. Dem lässt sich entgegenwirken, indem Bezeichner und Zeichenketten durchgängig mit entsprechenden Start- und Endmarkern (z. B. Anführungszeichen) versehen werden.

#### Unbeabsichtigte Komplexität
Als Unbeabsichtigte Komplexität (englisch Accidental complexity) wird eine programmierte Lösung bezeichnet, welche komplexer ist, als es für das zu lösende Problem erforderlich und angemessen wäre. Dieses Anti-Pattern ist verwandt mit der Gasfabrik.

### Organisations-, Management- bzw. Prozess-Anti-Pattern

#### Wunderwaffe
Eine Wunderwaffe (englisch Golden hammer) ist ein bevorzugter Lösungsweg, der als universell anwendbar angesehen wird.

“if all you have is a hammer, everything looks like a nail.”

„Wenn man nur einen Hammer hat, sieht alles wie ein Nagel aus.“

#### Das Rad neu erfinden
Mit das Rad neu erfinden (englisch Reinventing the wheel bzw. Not-invented-here-Syndrom) wird die stetige Neuerstellung von Software – ohne bestehende Lösungen oder Frameworks zu nutzen – bezeichnet. Da keine Wiederverwendung erfolgt, erhöht sich der Entwicklungsaufwand, was zu unreiferer und teurerer Software (im Vergleich zu der Nutzung der bestehenden Software) führt.

#### Das quadratische Rad neu erfinden
Mit das quadratische Rad neu erfinden (englisch Reinventing the square wheel) bezeichnet man die Bereitstellung einer schlechten Lösung, wenn eine gute Lösung bereits existiert.

#### Body ballooning
Beim Body ballooning handelt der Vorgesetzte ausschließlich aus der Bestrebung heraus, seine Machtposition auszubauen, welche sich entweder aus der Unternehmensstruktur oder auch rein subjektiv aus der Anzahl der Mitarbeiter unter sich definiert. Dies kann dazu führen, dass der Vorgesetzte bewusst arbeitsintensivere Lösungen und Arbeitstechniken den effizienten vorzieht.

#### Empire building
Durch sachlich nicht nachvollziehbare und nicht konstruktive Maßnahmen versucht eine einzelne Person, ihre Macht auszubauen bzw. zu erhalten. Dies kann Body ballooning sein, aber auch das ständige Beschuldigen anderer, gerade derer, die nicht mehr für die Unternehmung arbeiten, die Ausführung von pathologischer Politik, Diskreditierung, Mobbing und sonstige Facetten, die nur darauf abzielen, die eigene Position zu stärken bzw. den eigenen Status zu halten. Dieses Muster zeichnet sich auch dadurch aus, dass die Person es vermeidet, Verantwortung zu übernehmen, und schriftliche Beweise für Vorkommnisse und Entscheidungen zu verhindern weiß. Somit muss sie sich an diesen nicht messen lassen, was es auch erleichtert, die Verantwortung für das Misslingen eines Projektes an eine andere Person einfach weiter zu delegieren. Hier wird auch bevorzugt jemand ausgewählt, der faktisch nur die Entscheidungen umgesetzt hat (wie ein Programmierer die Entscheidungen des Vorgesetzten oder ein Projektleiter die Anforderungen des Kunden umsetzt).

#### Warme Leiche
Eine warme Leiche (englisch warm body) bezeichnet eine Person, die einen zweifelhaften oder keinen Beitrag zu einem Projekt leistet.

#### Single head of knowledge
Ein Single head of knowledge ist ein Individuum, welches zu einer Software, einem Werkzeug oder einem anderen eingesetzten Medium als einziges unternehmensweit das Wissen besitzt. Dies zeugt häufig von fehlendem Wissensmanagement, mangelndem Austausch zwischen den Kollegen oder Defiziten in der Organisation, kann aber auch von dem Individuum bewusst angestrebt worden sein.
Wenn das Individuum die Unternehmung verlässt, nimmt es bildlich gesprochen das Wissen mit, was für die Unternehmung sehr gefährlich ist. Die Unternehmung blutet metaphorisch aus (bleeding).
Das Muster kann durch geeignete Maßnahmen verhindert werden. Beispielsweise durch Entwicklung nach XP und Teambuilding-Veranstaltungen zusammen mit Mitarbeiterbindung, Motivation und Förderung der Identifikation mit der Unternehmung, um die Fluktuation zu minimieren. Auch eine ordnungsgemäße Dokumentation, auf die alle betroffenen Mitarbeiter Zugriff haben, verhindert einen Single head of knowledge.

#### Mushroom management
Beim Mushroom management werden Mitarbeiter uninformiert und klein gehalten. Hierbei gilt sinngemäß der Grundsatz:

“Keep them in the dark and feed them full of shit.”

„Lass sie im Dunkeln und fütter sie mit Scheiße.“

Entfaltung und Selbstverwirklichung finden beim Mushroom management kaum statt. Die Analogie der Belegschaft zu einem Pilzfeld zeichnet sich dadurch aus, dass die Mitarbeiter bildlich mit Mist bedeckt und im Dunkeln gehalten werden und, wenn sie zu groß geworden sind (zu viel Erfahrung, zu gute Leistungen etc.), klein gemacht, unter Druck gesetzt oder gar entlassen werden. Diese Assoziation beinhaltet ferner, dass die Führung Entscheidungen fällt, ohne die Spezialisten zu konsultieren bzw. die Belegschaft über diese Entscheidungen nicht informiert. Häufig ist auch zu beobachten, dass das Management die individuellen Fähigkeiten, Stärken, Schwächen und Rollen der Teammitglieder nicht kennt und manchmal sogar auch nicht kennen will (Personen werden gleichgeschaltet: Zugeben, dass jemand mehr kann als die anderen, macht ihn mächtiger, was vermieden werden soll).

#### Noch ein Meeting mehr wird es lösen
Noch ein Meeting mehr wird es lösen (englisch Yet Another Meeting Will Solve It) bezeichnet es, wenn ein Meeting in einem verspäteten Projekt (d. h. ein Projekt mit Verzug) einberufen wird, wodurch sich der Verzug nur noch mehr erhöht.

#### Net Negative Producing Programmer
Ein Net Negative Producing Programmer ist ein unperformanter, unproduktiver Entwickler. Diesen aus einem Team zu entfernen kann die Projektproduktivität mehr erhöhen, als einen guten Entwickler hinzuzufügen und den unproduktiven zu belassen.

#### Management nach Zahlen
Management nach Zahlen (englisch Management by numbers) ist eine Anspielung auf Malen nach Zahlen. Beim Management nach Zahlen
wird ein übermäßiger Schwerpunkt auf das quantitative Management gelegt. Insbesondere wenn Fokus auf Kosten gelegt wird, während andere Faktoren wie Qualität vernachlässigt werden.
Bei diesem Muster werden Programmierer gerne als „Gebrauchsgut“ (englisch commodity) gesehen und als austauschbar betrachtet. Dies ist eine sehr kurzfristige Denkweise, die nicht berücksichtigt, dass fehlende Mitarbeitermotivation oder Mitarbeiterfluktuation mittel- bis langfristig deutlich höhere Kosten für das Unternehmen nach sich ziehen können als eine kurzfristige Investition in diese.
Hier ist auch der Begriff der Softwarefabrik (Software Factory) anzuführen, der Versuch, die Softwareentwicklung zu automatisieren und den Programmierer als austauschbaren Produktionsfaktor zu betrachten. Dies berücksichtigt allerdings nur unzureichend, dass die Softwareentwicklung zu einem großen Teil ein kreativer, künstlerischer Prozess ist, der Freiraum und optimalerweise auch hohe Entfaltungsmöglichkeit sowie (optimalerweise intrinsische) Motivation des Entwicklers voraussetzt. Ferner gilt es zu bedenken, dass Mitarbeiter über die Zeit viel Erfahrung bei der Arbeit an einem Produkt aufbauen, die dem Unternehmen zu einem großen Teil verloren geht, wenn denn die Person die Unternehmung verlässt.

#### Angst vor Erfolg
Angst vor Erfolg (englisch Fear Of Success), auch Atmosphäre der Angst bezeichnet es, wenn das Management für eine angstbesetzte, defensive Atmosphäre sorgt. Dies gleicht einem Fußballteam, das nur das eigene Tor verteidigt, ohne Bestrebungen zu haben, selbst ein Tor zu schießen.
In einer Kultur voller Angst kann kaum etwas Konstruktives entstehen. Auch etwas Gutes erstellende Personen brechen ihr Vorhaben ab, weil sie davon ausgehen, dass sie sowieso verlieren oder die gute Lösung nicht honoriert bzw. als schlecht dargestellt wird.
Unternehmen unter Angst wirken gelähmt und versäumen es, neue Märkte und Lösungen aktiv anzugehen. Sowohl ganze Unternehmungen als auch Abteilungen oder einzelne Personen verlieren so ihre Wettbewerbsfähigkeit. Angst, durch Erfolge aufzufallen und so den Argwohn der Kollegen oder des Managements auf sich zu ziehen, verhindert ebenfalls, dass Mitarbeiter und Unternehmungen ihre volle Leistungsfähigkeit abrufen. Nicht selten sehen schlechte Manager in sehr guten Angestellten eine Gefahr, da diese eine Konkurrenz auf ihre Position sind.
Typische Aussage: „Ich mache das heimlich. Es ist zwar die beste Lösung, ich will aber nicht, dass der Chef davon erfährt.“

#### Falscher System-Architekt
Ein falscher Systemarchitekt (englisch Faux System Architects) wird ggf. hinzugezogen, wenn das Management erkennt, dass es bei den Fähigkeiten der Programmierer große Unterschiede gibt. Das Management sucht sich hierbei eine Person aus, die vermeintlich überwältigende Fähigkeiten hat, etwa sowohl bei der Software-Entwicklung als auch beim Umgang mit Leuten – gerade mit Personen, deren Qualifikation unterdurchschnittlich ist.
Die Person wird mit einer hohen Erwartungshaltung des Managements eingesetzt und ist häufig ein Architekt, oft aber auch ein anderer fachlicher Vorgesetzter. Bei der Auswahl werden interne Spezialisten nicht gefragt, sondern das Management entscheidet selbst und alleine, obwohl es nur schwer selbst entscheiden kann, ob jemand ein guter Software-Entwickler ist.
Lange Zeit läuft dies auch recht gut, da sich der vermeintliche Experte recht gut verkaufen kann und sich auch verbal sehr geschickt auszudrücken weiß. Über die Zeit wird aber immer deutlicher, dass die Erwartungen an den Architekten zu hoch waren. Einerseits an der nicht eingetretenen Verbesserung der Software oder der gleichbleibend schlechten Qualität der schlechten Programmierer, andererseits an einer Unzufriedenheit der guten Programmierer. Er kann die blumigen, fast blinden Erwartungen in ihn nicht erfüllen. Bei der Beurteilung des Systemarchitekten gilt es insbesondere immer das Projekt als ein Ganzes zu betrachten. So kann die gleichbleibend schlechte Qualität schlechter Programmierer sehr wohl auch in Umständen begründet sein, auf die auch ein guter Systemarchitekt absehbar keinen Einfluss nehmen kann. Gute System-Architekten können ihrer Position entsprechend auch Opfer von Body ballooning oder Empire building (s. o.) werden. Ein guter Systemarchitekt wird z. B. nicht über Wochen oder Monate hin versuchen, die Qualität schlechter Programmierer zu verbessern, wenn sich für ihn absehbar kein Potential erkennen lässt. Von einem schlechten Management vorgegebene unrealistische Rahmenbedingungen degradieren u. a. auch den besten Systemarchitekten. Sollten solche Umstände bekannt sein, der Systemarchitekt aber trotzdem keine Anzeichen machen, das Unternehmen zu verlassen, könnte es sich tatsächlich um einen schlechten Systemarchitekten handeln.

#### Crocodile Management
Beim Crocodile Management ist der Projektleiter nur teilweise im Projekt anwesend und kümmert sich nur um Details, die der Projektmitarbeiter nicht erledigt hat. In Bezug auf das Verhalten eines Krokodils kennzeichnet sich das des Projektleiters hierbei durch:
1. auftauchen
2. Maul aufreißen
3. abtauchen

#### Programmer Interrupt
Ein Programmer Interrupt liegt dann vor, wenn der Programmierer während seiner Arbeit unterbrochen wird. Hierzu gehören Äußerungen von Kollegen, E-Mails, anstehende Meetings und ähnliches. Studien zufolge benötigt ein Programmierer nach einer Unterbrechung zwischen 10 und 15 Minuten, um wieder effektiv weiterarbeiten zu können, bekommt aber nur etwa einmal am Tag die Möglichkeit, für mehr als zwei Stunden ohne Unterbrechung arbeiten zu können. Die Unterbrechung ist umso schwerwiegender, je höher die geistige Beanspruchung des Programmierers während seiner Tätigkeit ist.
Besonders problematisch sind hierbei Unterbrechungen
- während der Bearbeitung von mehreren Codeabschnitten gleichzeitig,
- während Suchaktivitäten zu Programmierproblemen,
- während des Durchdenkens des Programmablaufs; insbesondere bei parallelem Code,
- durch die der Entwickler die Integrierte Entwicklungsumgebung aus dem Sichtbereich verliert.

Typischerweise versuchen Entwickler möglichen Unterbrechungen mit Kopfhörern, dem Schließen des E-Mail-Programms und teilweise dem Abschalten des Mobiltelefons zu begegnen. Weitergehend wenden Entwickler Methoden an, um sich möglichst schnell wieder einarbeiten zu können, hierzu gehören To-do-Listen, bewusst hervorgerufene Kompilierungsfehler (etwa durch Modultests) und Klebezettel.
Unterbrechungen des Arbeitsablaufs lassen sich jedoch nicht nur bei Entwicklern, sondern bei allen Büroangestellten beobachten.

#### Micromanagement
Beim Mikromanagement bestimmt ein (möglichst hoher) Manager die Prioritäten und Aufgaben der Programmierer in sehr kleinen Zeiteinheiten neu, ohne die Komplexität der Aufgaben zu verstehen. Das führt sowohl zu Programmer Interrupt als auch zu Mehr Meetings (siehe dort) und es geht die notwendige Flexibilität der Zeiteinteilung verloren, denn auch der beste Entwickler kann nicht auf die Stunde genau sagen, wie lange eine Aufgabe dauern wird. 

#### Weitere
- Software verrotten lassen

### Meta-Muster

#### Programmer Experience Clumping
Unerfahrene Programmierer sind meistens bereit, für eine relativ geringe Vergütung für ein Unternehmen zu arbeiten (z. B. aus Unwissenheit oder um dort Erfahrung zu sammeln). Häufig werden in solchen Unternehmen die Programmierer vom Management nicht geschätzt (meistens in Firmen, in denen Management by numbers vorherrscht). Es liegen schlechte Arbeitsbedingungen vor. Die unerfahrenen Programmierer können sich nicht weiterentwickeln.
Erfahrene Spezialisten sehen, was passiert, und können dies objektiv und kritisch einschätzen. Diese werden den Arbeitsplatz wechseln, um eine Herausforderung anzunehmen, in der die Programmierung besser verstanden und gute Arbeit gewürdigt wird. Dies produziert einen Gruppierungseffekt, in dem sich unerfahrene Programmierer im Unternehmen gruppieren bzw. dort verbleiben und die erfahrenen Leute sich woanders gruppieren. Es kommt zu einer hohen Fluktuation, bei der immer mehr gute Leute das Unternehmen verlassen.
Ohne die Führung der erfahrenen Kollegen können die unerfahrenen oder neu eingestellten Entwickler sich nicht verbessern. Ein Teufelskreis entsteht, der auch dadurch verstärkt wird, dass der Arbeitgeber seine (vermeintlich weniger loyalen) Angestellten zu immer weniger Schulungen schickt, da er Angst hat, die Personen verlassen das Unternehmen sowieso und das Geld wäre fehlinvestiert. Irgendwann weiß niemand im Unternehmen mehr, wie ein erfahrener, guter Entwickler aussieht bzw. es fehlt der Benchmark: die unerfahrenen Entwickler merken immer weniger, dass sie eigentlich unerfahren sind.
Programmer Experience Clumping ist nicht auf Programmierer beschränkt, auch IT-fremde Fachabteilungen können betroffen sein. Ein Derivat des Anti-Patterns ist, dass die guten Leute aus Bequemlichkeit oder anderen persönlichen Gründen zwar im Unternehmen verbleiben, ihre enorme Leistungsfähigkeit allerdings so drosseln, dass sie nur noch ein kleines Stück besser sind als die schlechten Mitarbeiter. Da dies ausreicht, um sich abzugrenzen und die Position zu sichern, schöpfen die guten Mitarbeiter bei weitem ihr Potential nicht aus. Dies ist letztendlich für alle Beteiligten, vor allem aber für das Unternehmen, sehr bedenklich.

#### Zersetzung
Eine Zersetzung (englisch Corrosion) bezeichnet die gewollte oder ungewollte Nutzung einer Vielzahl von Anti-Pattern aus allen Bereichen. Dies geht einher mit konsequenter Verteidigung des Vorgehens, ist meist unsachlich, brachial und ohne Diskussion. Man kommt unweigerlich zu dem Schluss, der Anwendende möchte der Unternehmung oder dem Softwareprodukt grob fahrlässig Schaden zufügen bzw. dessen erfolgreiche und/oder kostengünstige Einführung verhindern. Dies kann auch dadurch motiviert sein, dass der Anwendende einer anderen involvierten Partei schaden will.